# Baile de la Era

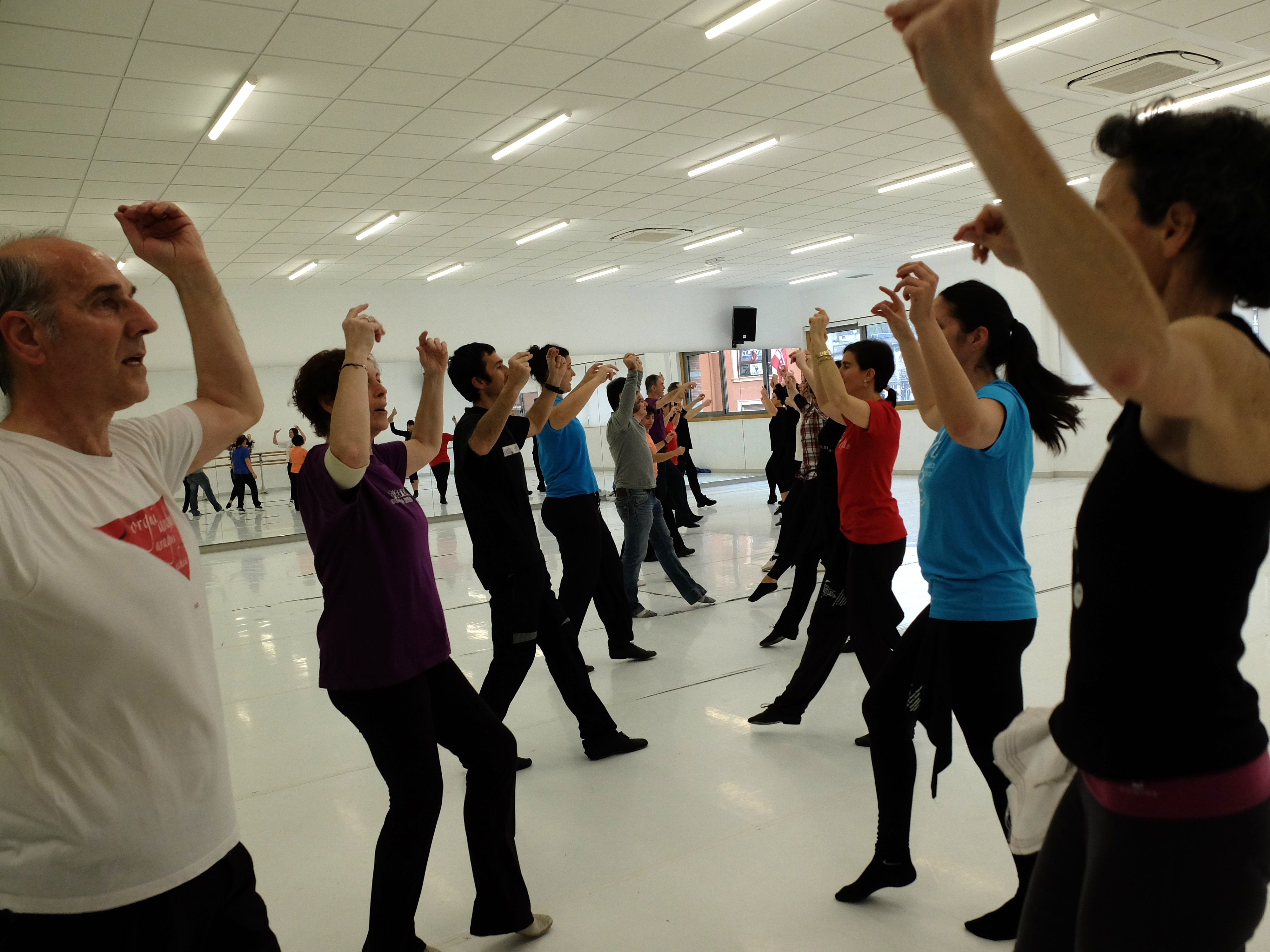
Curso de Larrain dantza, el 16 de abril de 2016.

El Baile de la Era, también conocido como Larrain dantza, es una danza social y de plaza que tiene muchas similitudes con la soka dantza. Es típico de Navarra en España, arraigado en la zona central de su territorio y en especial en la localidad de Estella.
Algunas hipótesis dicen que es una derivación de la soka dantza, aunque con toda la parte ceremonial reducida y con influencia mediterránea. La jerarquía, aunque muy mitigada, se mantiene en muchos casos, como en la versión de Estella donde son los mayordomos los que comienzan el baile.
El baile estuvo extendido por Navarra y hay documentación sobre variantes de varios lugares, como Aoiz y Arruazu. La gaita ha sido el instrumento con el que siempre se ha tocado el baile. En la versión de Arruazu la primera parte es un compás 2/4 de un "ingurutxo".
Los dantzaris bailan por parejas que se unen mediante un pañuelo en círculo abierto y en sentido solar (de derecha a izquierda). No existe la parte protocolaria y sí el "puente" (todas las parejas pasan por debajo del arco de la primera), mostrando así cohesión social.

## Definición y composición
El baile de la Era es una danza social de plaza de recorrido circular que está compuesta por varias piezas diferentes entre sí. En la versión de Estella estas son:
- Introducción y pasacalles.
- Introducción, cadena y 3/8.
- Fandango y Canción.
- Vals
- Jota Vieja
- Boleras
- Pasacalles o Corrida Final

Se interpreta con gaita y tambor. La gaita puede ser una o dos y siempre ha estado asociada al baile de la era.

## Historia
Como cualquier otra danza, el "baile de la Era" ha sufrido modificaciones a lo largo del tiempo, que se pueden apreciar cuando se contrasta el baile actual con el descrito en documentación antigua.
La primera referencia escrita al "baile de la Era" data del año 1864 y es un documento interno del ayuntamiento de Estella en el que se reflejan las discrepancias surgidas en torno a una noticia aparecida en el periódico La Voz de Navarra en un artículo sobre el llamado "Baile de la Gaita", que se corresponde con el Baile de la Era.
Con motivo de la visita del rey Alfonso XIII a Estella el 27 de agosto del año 1903 se ofrece al rey una representación de bailes entre los que figura el "baile de la Era", el cual es calificado como "la danza más antigua de la ciudad de Estella" cuyo origen se pierde en el tiempo. 
Julián Romano fue el encargado de recoger y pasar a papel la música popular que hasta entonces se bailaba en las eras de Estella. La estructura del baile de gaita, como también se le ha conocido, era la siguiente en el año 1903:
- Cadena
- Jota (está en uso y para abreviar se suprime)
- Fandango
- Boleras
- Corrida

No había ni vals ni el pasacalles de inicio. El vals, que enriquece el baile, lo añadió el gaitero Elizaga en los años 30 del siglo XX: incluyó una Introducción a la Cadena y cambió el orden de ejecución de la danza.
En 1933 los gaiteros Elizaga proponen realizar un "Comité Pro-Baile de la Era". El 25 de mayo de 1933, festividad de la virgen del Puy, se reestrena la danza que ya no dejaría de interpretarse más en Estella. En 1944 se crea el Grupo Folclórico Municipal de Estella, y el Baile de la Era es uno de sus temas principales.
En las fiestas patronales de muchos pueblos de Navarra se termina con el Baile de la Era o Larrain dantza.

## La coreografía
Las danzas que conforman el Baile de la Era son muy diferentes entre sí. El baile comienza con el "Pasacalles" con el que los dantzaris entran a escena (anteriormente eran los mayordomos los que ordenaban el baile). Seguidamente se realiza la "Cadena", que es la parte más antigua del baile. En este caso las parejas de dantzaris unidas mediante pañuelos realizan un baile circular realizando puentes. La Cadena enlaza con el "Fandango", que es una pieza que tiene un ritmo muy vivo. De ella se pasa al "Vals" y a la "Canción" que son el contrapunto del Fandango en cuanto a ritmo pero se mantiene el sentido circular. La "Jota Vieja" es la pieza que sigue al Vals: rompe ese sentido circular situando a los intérpretes en dos líneas enfrentadas, hombres en una de ellas mujeres en la otra. A la Jota le siguen las "Boleras", con las que termina el cortejo, y se pasa a la "Corrida Final", un nuevo pasacalles con el que se despiden los participantes de la pista. La duración total del baile es de unos 14 minutos.